# Lucidolaena
Lucidolaena is een kevergeslacht uit de familie zwartlijven (Tenebrionidae). De wetenschappelijke naam van het geslacht  is voor het eerst geldig gepubliceerd in 2002 door Endrödy-Younga en Schawaller.

## Soorten
- Lucidolaena amatolensis Endrödy-Younga & Schawaller, 2002[1]